# Love Don't Let Me Go
"Love Don't Let Me Go" là một ca khúc nhạc house được biểu diễn bởi DJ người Pháp David Guetta hợp tác với Chris Willis. Đây là đĩa đơn thứ hai trích từ album phòng thu đầu tay của Guetta, Just a Little More Love. Bản phối khí của ca khúc cũng được phát hành như một đĩa đơn dưới cái tên "Love Don't Let Me Go (Walking Away)" vào năm 2006.

## Video âm nhạc
Video âm nhạc được phát hành lần đầu tiên trên YouTube vào ngày 23 tháng 5 năm 2007 với tổng độ dài là hai phút và năm mươi lăm giây.

## Danh sách ca khúc
1. Love Don't Let Me Go (Main Mix) - 7:25
2. Love Don't Let Me Go (House Remix) - 5:28
3. Love Don't Let Me Go (1987 Rister Remix) - 6:46
4. Love Don't Let Me Go (Scream Mix) - 8:01
5. Love Don't Let Me Go (Edit Single) - 3:39

## Xếp hạng
| Chart (2002)                           | Peak position |
| -------------------------------------- | ------------- |
| Bỉ (Ultratop 50 Flanders)              | 10            |
| Bỉ (Ultratop 50 Wallonia)              | 7             |
| Pháp (SNEP)                            | 4             |
| Hà Lan (Single Top 100)                | 37            |
| Thụy Sĩ (Schweizer Hitparade)          | 13            |
| Anh Quốc (The Official Charts Company) | 46            |